# Thakur
Thakur era un títol nobiliari principalment utilitzat per les classes dirigents rajputs de l'Índia. Exactament el thakur era el noble del qual el pare ja havia mort. Quan un thakur moria el més gran dels fills thakurs recollia l'herència però tots els fills portaven el títol. La dona del thakur era la thakurani.
El domini d'un thakur era un thakurat o una thikana, generalment concedida només quant als beneficis (les rendes), però no quant a la terra (en aquest darrer cas s'anomenava segons el que s'havia de donar a canvi com a jagir, istimrari o istimrardari o zamindari). La major part dels dels thakurats o thikanes depenien d'un altre estat; en els casos en què la seva continuïtat estava garantida pels britànics s'anomenaven "thakurats garantits" o "thikanes garantides".